# Nuoto ai XVII Giochi dei piccoli stati d'Europa
Le gare di nuoto ai XV Giochi dei piccoli stati d'Europa si sono svolte dal 30 maggio al 2 giugno 2017.

## Podi

### Uomini
| Evento                         | Oro                        | Tempo    | Argento                       | Tempo    | Bronzo                        | Tempo    |
| 50 m stile libero              | Julien Henx                | 22:81    | Matthew Zammit                | 23:05    | Andrew Chetcuti               | 23:36    |
| 100 m stile libero             | Julien Henx                | 50:11    | Pit Branderburgen             | 50:69    | Andrew Chetcuti               | 51:14    |
| 200 m stile libero             | Raphael Stracchiotti       | 1:51:76  | Pit Branderburgen             | 1:52.80  | Constantinos Hadjittooulis    | 1:32.19  |
| 400 m stile libero             | Constantinos Hadjittooulis | 3:59:04  | Pit Branderburgen             | 3:59:32  | Patrick Oliver Vietch         | 4:04:34  |
| 1500 m stile libero            | Constantinos Hadjittooulis | 16:00:98 | Christoph Meier               | 16:08.38 | Nicolas Ioannides             | 16:12:68 |
| 100 m dorso                    | Laurent Carnol             | 1:02:43  | Viktor Mani Vilbergsson       | 1:03:73  | Michael Strafrace             | 1:05:23  |
| 200 m dorso                    | Sebastian Konnaris         | 2:06:57  | Mannes Max                    | 2:06:78  | David Hildiberg Adalsteinsson | 2:09:76  |
| 100 m rana                     | Raphael Stracchiotti       | 56:61    | David Hildiberg Adalsteinsson | 57:31    | Filippos Iakovidis            | 57:50    |
| 200 m rana                     | Laurent Carnol             | 2:15:00  | Christoph Meier               | 2:17:20  | Viktor Mani Vilbergsson       | 2:17:21  |
| 100 m farfalla                 | Julien Henx                | 54:78    | Raphael Stacchiotti           | 55:08    | Agust Juliasson               | 55:67    |
| 200 m farfalla                 | Raphael Stacchiotti        | 2:02:60  | Mikhail Umnov                 | 2:04:73  | Throstur Bjarnason            | 2:12:51  |
| 200 m misti                    | Raphael Stracchiotti       | 2:02:25  | Thomas Tsiopanis              | 2:07:13  | Viktor Mani Vilbergsson       | 2:14:31  |
| 400 m misti                    | Christoph Meier            | 4:23:36  | Raphael Stracchiotti          | 4:31:38  | Thomas Tsiopanis              | 4:33:15  |
| Staffetta 4x100 m stile libero | Lussemburgo                | 3:23:78  | Islanda                       | 3:27:49  | Malta                         | 3:28:88  |
| Staffetta 4x200 m stile libero | Lussemburgo                | 7:34:97  | Islanda                       | 7:46:34  | Cipro                         | 7:47:28  |
| Staffetta 4x100 m misti        | Lussemburgo                | 3:44:037 | Islanda                       | 3:47:67  | Malta                         | 3:52:58  |

### Donne
| Evento                         | Oro                       | Tempo   | Argento              | Tempo   | Bronzo                  | Tempo   |
| 50 m stile libero              | Bryndis Run Hansen        | 57:11   | Julia Hassler        | 57:27   | Kalia Antoniou          | 57:83   |
| 100 m stile libero             | Bryndis Run Hansen        | 26:22   | Kalia Antoniou       | 26:34   | Pauline Viste           | 26:73   |
| 200 m stile libero             | Julia Hassler             | 2:01:47 | Monique Oliver       | 2:03:59 | Eyglo Osk Gustafsdottir | 2:04:23 |
| 400 m stile libero             | Julia Hassler             | 4:12:31 | Monique Oliver       | 4:18:12 | Arianna Valloni         | 4:21:38 |
| 800m stile libero              | Julia Hassler             | 8:36:14 | Monique Oliver       | 8:54:90 | Arianna Valloni         | 8:58:91 |
| 100 m dorso                    | Eyglo Osk Gustafsdottir   | 1:01:67 | Sarah Rolko          | 1:04:15 | Jacqueline Banky        | 1:05:20 |
| 200 m dorso                    | Eyglo Osk Gustafsdottir   | 2:17:30 | Jacqueline Banky     | 2:20:70 | Monica Ramirez Abella   | 2:24:81 |
| 100 m rana                     | Hrafnhildur Lúthersdóttir | 1:08:84 | Alexandra Schegoleva | 1:13:63 | Theresa Branzer         | 1:13:98 |
| 200 m rana                     | Hrafnhildur Lúthersdóttir | 2:28:89 | Alexandra Schegoleva | 2:34:97 | Theresa Branzer         | 2:38:15 |
| 100 m farfalla                 | Bryndis Run Hansen        | 1:01:57 | Tiffany Pou          | 1:02:39 | Sotiria Neofytou        | 1:02:83 |
| 200 m farfalla                 | Tiffany Pou               | 2:20:93 | Beatrice Felici      | 2:21:39 | Bryndis Bolladottir     | 2:23:80 |
| 200 m misti                    | Hrafnhildur Lúthersdóttir | 2:17:82 | Eleni Stefanidou     | 2:21:35 | Monique Oliver          | 2:23:56 |
| 400 m misti                    | Hrafnhildur Lúthersdóttir | 4:50:05 | Eleni Stefanidou     | 5:00:44 | Theresa Regina Hefel    | 5:06:89 |
| Staffetta 4x100 m stile libero | Islanda                   | 3:49:24 | Monaco               | 3:55:15 | San Marino              | 3:55:72 |
| Staffetta 4x200 m stile libero | Islanda                   | 8:21:13 | San Marino           | 8:28:40 | Lussemburgo             | 8:36:52 |
| Staffetta 4x100 m misti        | Islanda                   | 4:10:50 | Cipro                | 4:23:44 | Lussemburgo             | 4:25:75 |

## Medagliere
| Pos.   | Paese         | Oro | Argento | Bronzo | Totale |
| ------ | ------------- | --- | ------- | ------ | ------ |
| 1      | Lussemburgo   | 12  | 11      | 4      | 27     |
| 2      | Islanda       | 12  | 4       | 8      | 24     |
| 3      | Liechtenstein | 4   | 3       | 4      | 11     |
| 4      | Cipro         | 3   | 8       | 6      | 17     |
| 5      | Monaco        | 1   | 2       | 0      | 3      |
| 6      | Malta         | 0   | 2       | 6      | 8      |
| 7      | San Marino    | 0   | 2       | 3      | 5      |
| 8      | Andorra       | 0   | 0       | 1      | 1      |
| Totale | Totale        | 32  | 32      | 32     | 96     |